# Église Saint-Maurice de Thônes
L'église de Thônes est une église située à Thônes, en France. Elle est placée sous le patronage de saint Maurice d'Agaune, capitaine de la Légion Thébaine, martyrisé à Octodure en Valais et qui saint patron de la Savoie.

## Localisation
L'église est située dans le département français de la Haute-Savoie, sur la commune de Thônes.

## Historique
La nouvelle église Saint-Maurice a été construite entre 1687 et 1697, sous la direction de l'architecte Pierre Chiesa, un artiste originaire de Valsesia. Le retable de l'église, dû à l'artiste Pierre Jacquetti, originaire de la vallée Anzasca, représente le patron de la paroisse, saint Maurice.
Grâce à l'argent recueilli au cours d'une quête pendant le Carême, la fabrique peut commander à l'artiste originaire d'Annecy Pierre Jacquetti de Macugnana la réalisation du tabernacle et du retable du maître autel. Ce travail dure trois années et en 1726 on demande au peintre de Chambéry Berangier de peindre les tableaux et les sculptures. Il est fait appel en 1742 à un doreur, Jean Anthoine Gros Lambert, pour réaliser la dorure du retable de l'autel.
À la suite d'une révolte dans la vallée, l'église est profanée par les troupes du général Oraison. Elle est fermée et transformée en entrepôt.
La partie métallique du clocher porte la date 1819 et "Ploru", probablement l'entrepreneur savoyard Plorutto qui a construit plusieurs clochers pendant la Restauration sarde.
En 1866, un peintre réalise les fresques du chœur copiant la Cène de Léonard de Vinci et une Pentecôte.
Le porche devant l'église est détruit et on édifie un portail néo-roman en 1883.
Restauration de l'église en 1930-1931.
La nef de droite est détruite pendant un bombardement de l'aviation allemande en 1944. L'église est interdite. La voûte est refaite en 1945 mais sans les fresques des voûtes de la nef centrale.
À partir de 1963, on entreprend la restauration de l'église. L'orgue est installé en 1965 par un facteur strasbourgeois.
L'édifice est inscrit au titre des monuments historiques en 1971.

## Description

### Mobilier
- La statue de bronze située sur la façade principale représente saint Maurice.
- Le martyre de saint Maurice est le thème du panneau central du retable.

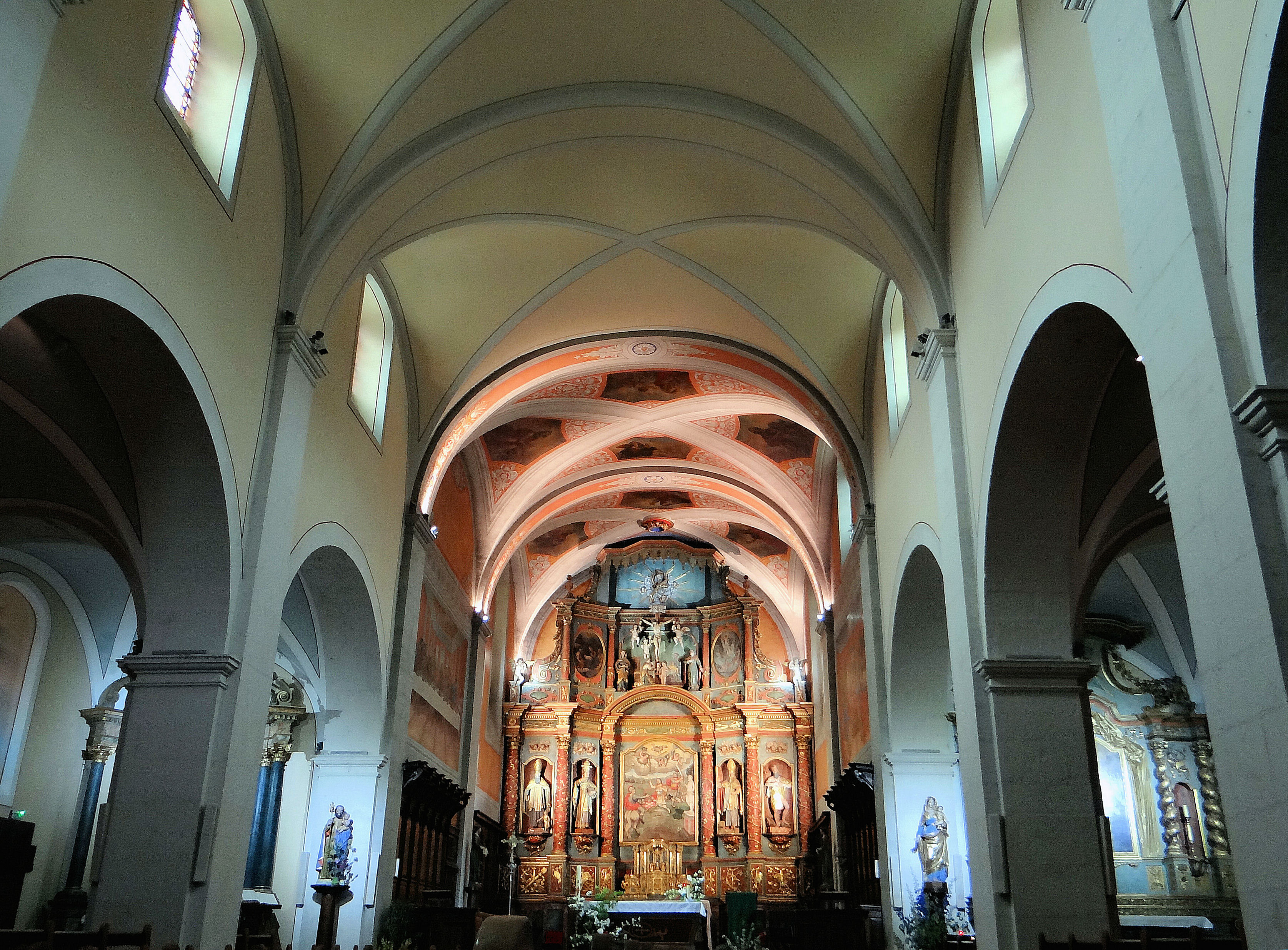
La nef centrale
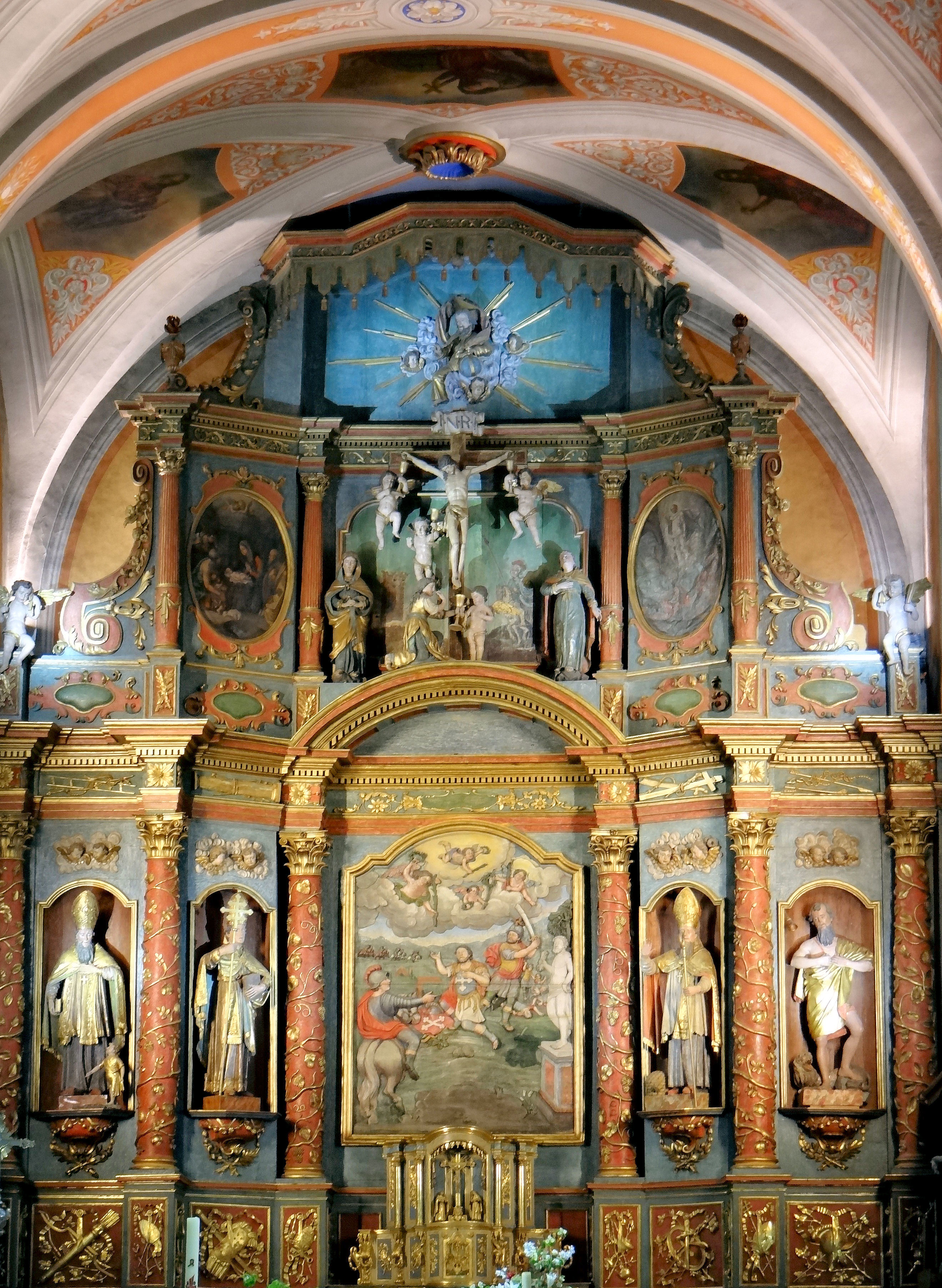
Retable du maître autel
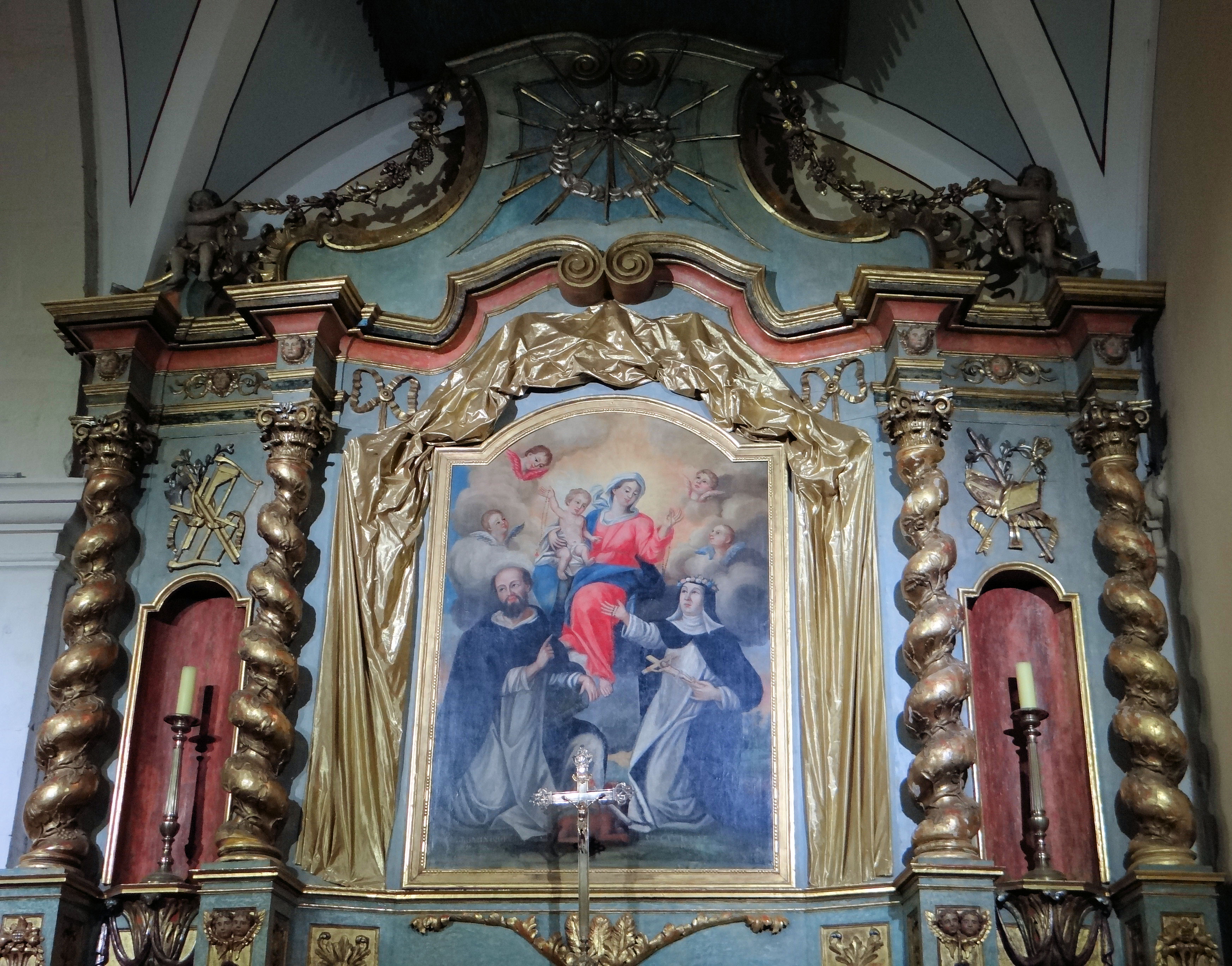
Retable de la Sainte Vierge
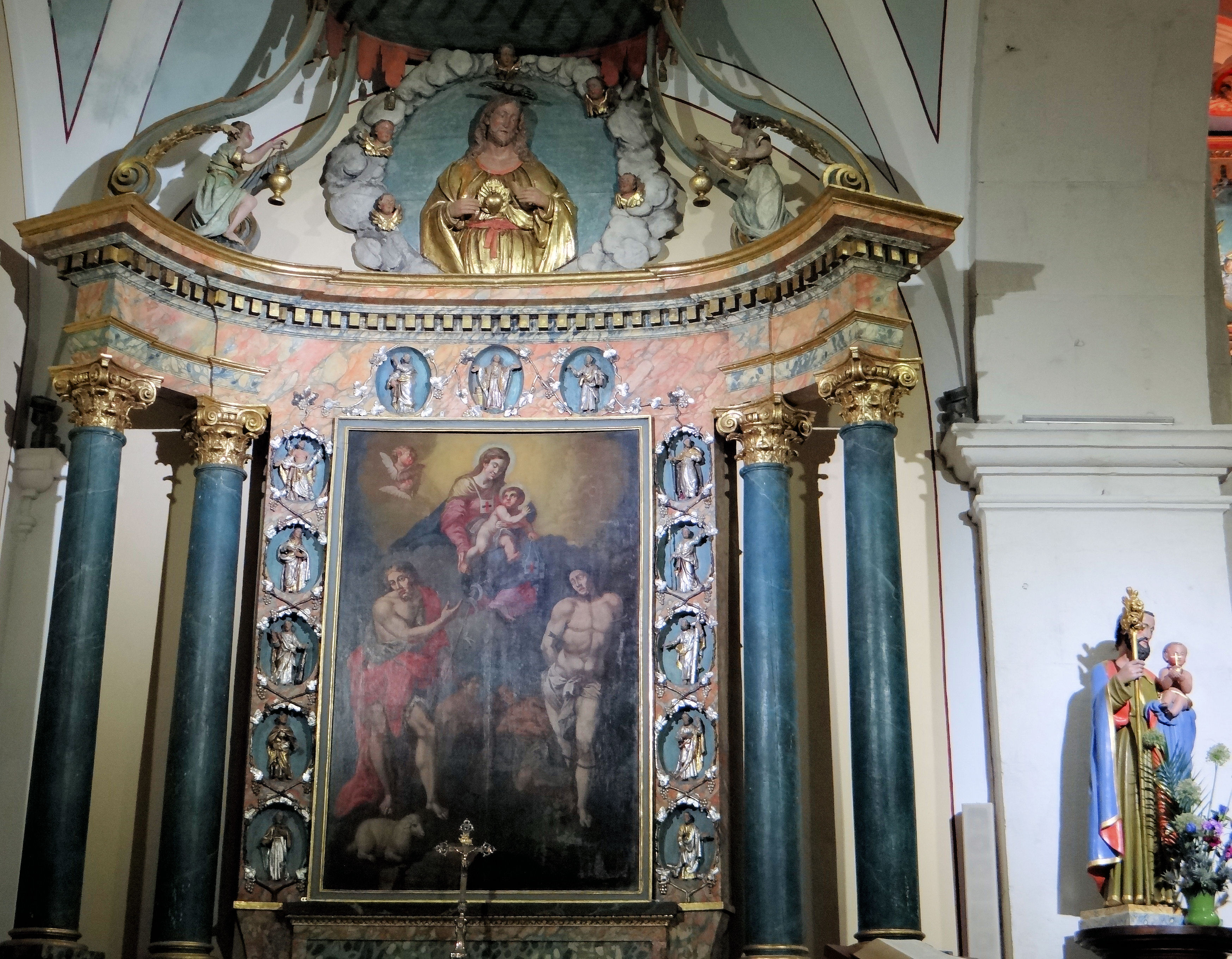
Retable du Sacré-Cœur
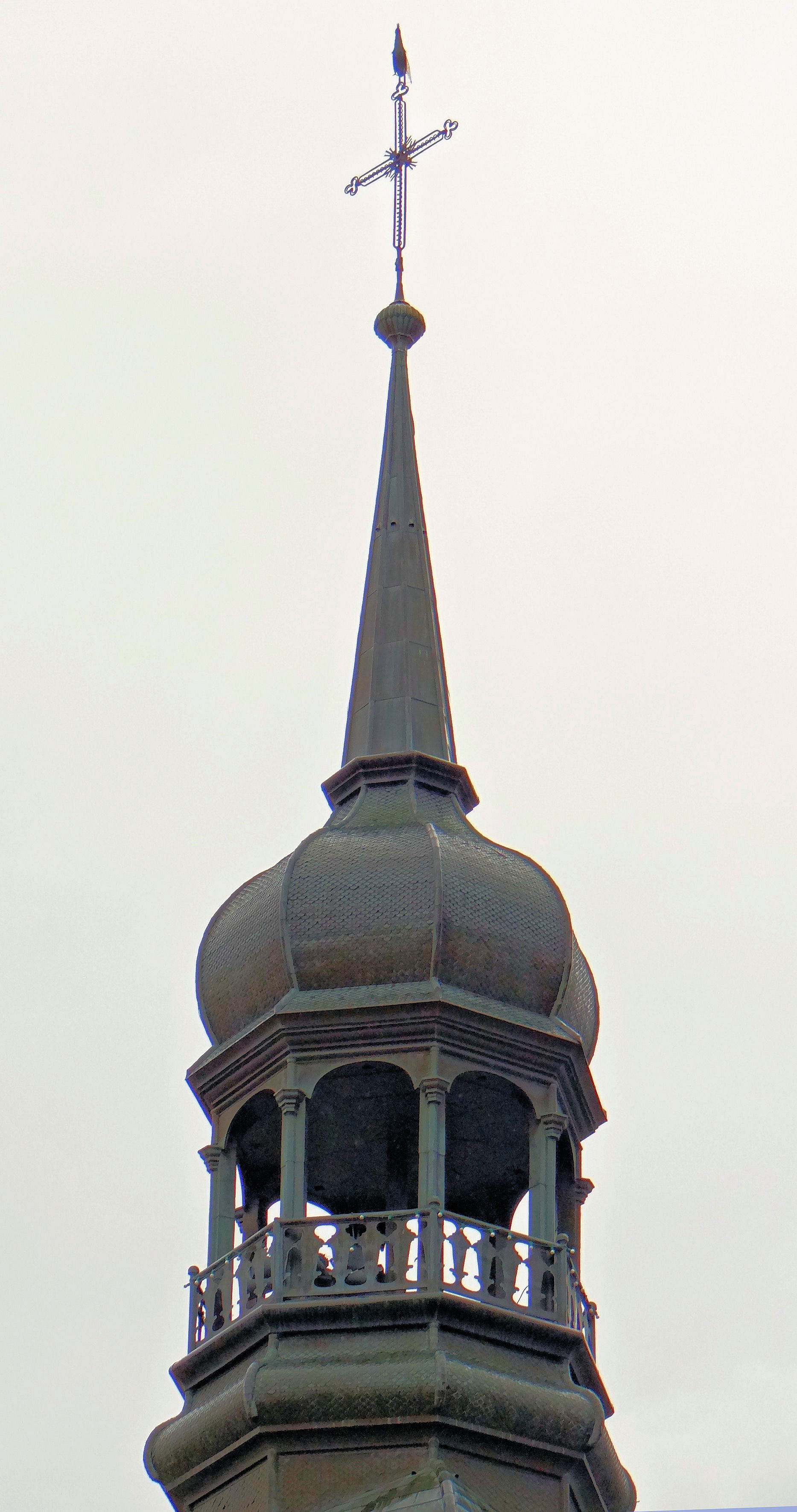
Le clocher à bulbe

### Le clocher
Le clocher à bulbe, abrite 4 cloches.
Les deux plus grandes ont été fondues par les fondeurs alpins Vallier & Gautier. Les plus petites ont été fondues par Paccard.